# Maszyny budowlane
Maszyny budowlane – maszyny stosowane przy robotach budowlanych.
Powszechnie przyjmuje się następujący podział tego typu urządzeń:
- maszyny do robót ziemnych
  - koparki
  - ładowarki łyżkowe
  - maszyny do płaskiego odspajania gruntu
    - spycharki
    - zgarniarki
    - równiarki
    - zrywarki

  - maszyny do zagęszczania gruntów
    - walce
    - zagęszczarki
    - ubijarki
    - ubijaki

- maszyny do robót drogowych
  - rozściełacze do asfaltu
  - stabilizatory podłoża
  - frezarki asfaltu

- urządzenia do hydromechanizacji i odwadniania
  - pogłębiarki
  - pompy
  - rurociągi
  - zestawy igłofiltrowe
  - zestawy igłostudzienne
  - filtry studzienne
  - urządzenia wiertnicze
    - wiertnice

  - wodomiotacze
  - ssawniki
  - zagęszczacze pulpy i oddzielacze urobku

- urządzenia do robót palowych
  - rury obsadowe
  - młoty kafarowe
  - wyrywacze kafarowe
  - wybieraki
  - kafary
  - palownice
  - zestawy palownicze
  - głębiarki

- maszyny do przeróbki kruszyw
  - kruszarki
  - młyny
  - przesiewniki

- maszyny do produkcji i transportu masy betonowej
  - betonownie
  - betoniarki
  - składowiska kruszywa
  - środki transportu masy betonowej
  - maszyny do zagęszczania masy betonowej
    - wibratory do betonu

- maszyny do robót zbrojarskich
  - giętarki

- maszyny transportu samochodowego
  - samochody ciężarowe
  - ciągniki

- maszyny transportu bliskiego
  - przenośniki
  - ładowarki przenośnikowe
  - dźwignice

- maszyny do robót wykończeniowych
  - frezarki do betonu
  - urządzenia do robót tynkarskich
  - urządzenia do robót malarskich
  - urządzenia do robót podłogowych
    - zacieraczki do posadzek

  - urządzenia do robót instalacyjnych

- narzędzia zmechanizowane
  - młoty udarowe

- urządzenia pomocnicze
  - agregaty prądotwórcze
  - agregaty sprężarkowe
  - agregaty grzewcze
  - zawiesia
  - stojaki
  - szalunki